# Pika de Royle
Ochotona roylei
Pour les articles homonymes, voir Pika (homonymie).
Espèce
Statut de conservation UICN

 LC  : Préoccupation mineure
Le pika de Royle (Ochotona roylei) est une espèce de la famille des Ochotonidae. C'est un pika, petit mammifère lagomorphe.